# 田期玉
田期玉（1940年1月—），湖北洪湖人。中华人民共和国政治人物。
早年毕业于华中师范学院物理系。后担任恩施市委副书记、鄂西土家族苗族自治州委书记、湖北省公安厅厅长。1992年，任中华人民共和国公安部副部长，同年授予副总警监警衔。2002年，任公安部常务副部长。